# Varnostna kultura
Varnostna kultura je del organizacijske kulture, in se kaže v pristopu oz. odnosu, prepričanju in vrednotah zaposlenih do varnosti v delovnem okolju. Varnostna kultura opisuje način delovanja v organizaciji.
Študije so pokazale, da so nesreče, povezane z delovnim mestom, posledica napak v sprejetih politikah in postopkih v zvezi z varnostjo ter nezadostne pozornosti varnostnim vprašanjem. 
Dobro varnostno kulturo je mogoče spodbujati z zavezo višjega menedžmenta za upravljanje z varnostjo, s praktičnimi usposabljanji za ravnanje v nevarnih situacijah, in stalnimi izobraževanji ter skrbjo za tveganja v delovnem okolju.